# San Andrés Salou
San Andrés Salou (en catalán y oficialmente Sant Andreu Salou) es un municipio español de la provincia de Gerona, en la comunidad autónoma de Cataluña. Ubicado en la comarca del Gironés, tiene una población de 172 habitantes (INE 2024).

## Geografía
El municipio está situado en el sur de la comarca del Gironés, en el límite con la de la Selva.

## Historia
A mediados del siglo XIX, el lugar tenía contabilizada una población de 170 habitantes. Aparece descrito en el decimotercer volumen del Diccionario geográfico-estadístico-histórico de España y sus posesiones de Ultramar de Pascual Madoz de la siguiente manera:

SALOU (San Andrés de): l. con ayunt. en la prov. y dióc. de Gerona (2 leg.), part. jud. de Sta. Coloma de Farnés (3), aud. terr. y c. g. de Barcelona (14 1/2). sit. en un llano entre los riach. Bonaula y Verneda, con buena ventilacion y clima templado y saludable; las enfermedades comunes son fiebres intermitentes. Tiene unas 100 casas y una igl. parr. (San Andrés) servida por un cura de ingreso, de provision real y ordinaria. El térm. confina: N. Camplloch; E. Cassá de la Selva; S. Caldes de Malavella, y O. Rindellots de la Selva. El terreno es llano, de buena calidad; le fertilizan los mencionados riach., y le cruzan varios caminos locales y la carretera de Gerona á San Feliú de Guixols. prod.: cereales, legumbres y poco vino de inferior calidad; cria algun ganado y caza de diferentes especies. pobl.: 37 vec., 170 alm. cap. prod.: 2.688,400 rs. imp.: 67,210.
(Madoz, 1849, p. 706)

El municipio se llamaba San Andrés Salou hasta el censo de 1981, cuando pasó a recibir el nombre de Sant Andreu Salou.

## Demografía
San Andrés Salou cuenta con una población de 172 habitantes (INE 2024).
| Gráfica de evolución demográfica de San Andrés Salou entre 1842 y 2021                                              |
| |
| Población de derecho según los censos de población del INE Población de hecho según los censos de población del INE |

## Economía
Agricultura de secano y de regadío.